# دریاچه بتهرست (نیو ساوت ولز)
دریاچه بتهرست (به انگلیسی: Lake Bathurst) یک منطقهٔ مسکونی در استرالیا است که در نیو ساوت ولز واقع شده‌است.